# NGC 3008
NGC 3008是一个位于大熊座的透鏡狀星系，拥有活动星系核，由第三代羅斯伯爵威廉·帕森思及其助手发现。NGC 3008直径4万光年，距离地球2.4亿年，退行速度4785 km/s。NGC 3008属于NGC 2998星系群。该星系群还包括NGC 2998、NGC 3002、NGC 3005、NGC 3006等星系。NGC 3008在星系群中恆星形成的速度是最低的，平均每年仅生成0.02 M☉质量的恒星。